# Catan telepesei
A Catan telepesei egy többszemélyes táblás stratégiai játék, melyet Klaus Teuber talált ki. A játékot először Németországban a Franckh-Kosmos Verlags-GmbH & Co. (Kosmos) adta ki 1995-ben Die Siedler von Catan néven. A Catan telepesei világszerte elterjedt, már huszonöt nyelvre lefordították. 1995-ben megszerezte Németországban a Spiel des Jahres (Az év játéka) címet. 1996-ban az Egyesült Államokban megszerezte az Év Táblás Játéka címet. A játék a véletlenszerűen összeállítható játéktáblának köszönhetően változatosságát nem veszíti el gyakori játék esetén sem.

## Játékmenet
A játék az újonnan felfedezett Catan szigetén játszódik. A játékosok feladata a még lakatlan szigeten településeket létrehozni. Catan hatszög alakú földterületekre („mező”) oszlik. Mindegyik mező valamilyen nyersanyagot termel: ércet, gabonát, gyapjút, fát vagy téglát. Egyetlen mező nem termel semmilyen nyersanyagot: a sivatag.
A játékosok („telepesek”) településeket és városokat építenek. A játékosokat nyersanyagok illetik meg, minden egyes mező után, amely határos valamelyik településsel vagy várossal. A játékosok felváltva dobnak kettő kockával, és minden játékos akinek települése vagy városa határos a kockadobás számával jelzett mezővel, egy (város esetében kettő) a mező által megtermelt nyersanyagra jogosult. A befolyó nyersanyagokból, melyeket kártyák jelképeznek, további városokat, településeket, valamint utakat és fejlesztési kártyákat lehet venni és építeni. A nyersanyag-kártyákkal lehetséges kereskedni a játékosok között, valamint a játékos négy egyforma nyersanyagát elcserélheti egy általa választott nyersanyagra. A sziget partjainál vannak kikötők is, ahol előnyösebben (2:1 vagy 3:1 arányban) is lehet cserélni nyersanyagokat.
A játékosok győzelmi pontokat kapnak minden felépített település és város, valamint egyedi teljesítményeik után, például a leghosszabb kereskedelmi út megépítéséért. Az a játékos a győztes, aki először ér el tíz győzelmi pontot a saját körében.

### Települések elhelyezése
A kezdő fázisban minden játékos elhelyez egy települést a térképen és egy vele összeköttetésben lévő utat. Miután mindegyik játékos elhelyezte az első települését és a hozzá tartozó utat, az utolsónak rakó játékos elhelyezi második települését és útját, majd visszafelé haladó sorrendben követik játékostársai. A másodiknak lerakott településsel határos mindegyik mező egy-egy hozzá tartozó nyersanyaghoz juttatja a település tulajdonosát.
A települések elhelyezésénél figyelembe kell venni a távolsági szabályt, miszerint települést csak olyan csomópontra lehet helyezni, amivel szomszédos csomóponton nem található település vagy város. Ezt a szabályt figyelembe kell venni az alapítási fázisban és a játék során később is.
Minden egyes település egy győzelmi pontot ér. Tehát az alapítási fázis végeztével, minden játékos két győzelmi ponttal kezd, és tízet kell elérnie a győzelemhez. A játék megkezdése után az építési költségek – egy-egy fa, tégla, gabona és gyapjú – megfizetése után fel lehet húzni további településeket. A távolsági szabály mellett azonban figyelembe kell venni, hogy minden új településnek összeköttetésben kell lennie úthálózatunkkal.

### Mezők
A játékban ötféle nyersanyag van: fa, agyag, gabona, gyapjú és érc, melyeket a hozzájuk tartozó mezőkön lehet szerezni, ha van a mezővel határos településed. Mindegyik mező – a sivatag kivételével – egy bizonyos valószínűséggel ad nyersanyagot. A valószínűséget a mezőn lévő számzseton jelzi. Minden játékos köre elején dob két kockával, a dobott eredménynek megfelelő mezők juttatják az adott körben nyersanyaghoz a mellettük lévő település tulajdonosait. (Például ha 11-et dobunk, a 11-es számzsetonnal jelölt mezők minden játékosnak jövedelmet adnak, akik határosak vele.) Következésképpen a 2-3, valamint 11-12 mezők ritkán, míg a 6 vagy 8 mezők gyakran termelnek nyersanyagot.

### Városfejlesztés
Egy település várossá fejlesztése három ércet és két búzát igényel. A város tulajdonosa a vele szomszédos mezőkből befolyó nyersanyagból egy helyett kettőre jogosult. Továbbá, minden város kettő győzelmi pontot ér a játékosnak.

### Úthálózat-fejlesztés
Új települések megépítéséhez úthálózatunkat fejlesztenünk kell. Egy út építési költsége egy fa és egy tégla. Az a játékos, aki egybefüggő, töretlen úthálózatának hossza eléri az öt egységet, jogosult a „Leghosszabb kereskedelmi út” címre – ami kettő győzelmi ponthoz juttatja – mindaddig amíg egy másik játékos hosszabb kereskedelmi utat nem épít. (Egyenlőség esetén a cím annál a játékosnál marad, aki előzőleg megszerezte azt.)

### Belkereskedelem
Mivel egyetlen játékos meglehetősen nehezen gyűjtené össze a megfelelő összeállításban a nyersanyagokat, és a szigeten kívüli kereskedelem nagyon költséges, a játékosoknak az egymással folytatott kereskedése a játék központi eleme. Minden játékos a saját körében kereskedhet az összes többi játékostársával, de a többiek egymás között ekkor nem kereskedhetnek.

### Tengeri kereskedelem
Minden játékos jogosult a tengeri kereskedelemre – ami játéktechnikailag a bankkal történik. A játékos lead négy egyforma (például négy birka) nyersanyag-kártyát és egy általa választott nyersanyag-kártyát húzhat fel. A tengeri kereskedelmet gazdaságosabbá teszi egy tengeri kikötő megépítése. Kétféle tengeri kikötő létezik: a speciális kikötőkben a megadott nyersanyag eladására van lehetőség 2:1 arányban, míg az általános kikötőben bármilyen homogén nyersanyagot el lehet cserélni 3:1 arányban.

### Rabló
Catan békéjét a fekete bábuval jelölt rabló zavarja meg, aki a játékot a sivatagban kezdi. Amennyiben bármelyik játékos 7-est dob, a rabló aktiválódik. A soron lévő játékos jogosult a rablót áthelyezni egy általa választott mezőre (nem helyezheti a sivatagra, valamint ugyanarra a mezőre se helyezheti vissza ahol a dobás előtt volt). Az a mező, amelyen a rabló található, mindaddig nem termel nyersanyagot, amíg a rablót át nem helyezik. Ezenkívül a játékos aki a rablót áthelyezi, húzhat egy nyersanyag-kártyát valamelyik játékostársától, aki szomszédos az áthelyezett rablóval.
Valamint, 7-es dobás esetén, minden játékos, akinél 7 vagy annál több nyersanyag-kártya van, köteles eldobnia a kezében lévő kártyák felét (lefelé kerekítve). Az a terület ahol a rabló áll arra a területre nem lehet építeni semmit.

### Bónusz kártyák
A bónusz kártyák építésének költsége egy érc, egy búza és egy birka. A bónusz kártyák különböző bónuszokkal járnak, például a rabló elzavarására lovag felállítását teszi lehetővé, vagy győzelmi pontot érő fejlesztést ad. Bónusz kártyát minden játékos a saját körében játszhat ki, körönként egyet, de nem játszható ki abban a körben, amikor megvették. A bónusz kártyákat mindenki saját maga használhatja fel, kereskedni velük nem lehetséges. A kijátszott bónusz kártyákat nem lehetséges újból megvásárolni és felhasználni. Amennyiben az összes bónusz kártyát megvették, nincs lehetőség többet venni. Amelyik játékos három lovag-kártyát kijátszik, megszerzi a „Legnagyobb lovagi hatalom”-ért járó plusz két pontot. Amennyiben valamelyik játékos több lovagi kártyát játszik ki, átveszi a „Legnagyobb lovagi hatalom”-ért járó plusz pontokat, mindaddig, amíg valaki el nem veszi tőle. (Egyenlőség esetén az jogosult a „Legnagyobb lovagi hatalom” címre, aki azt előbb kapta meg - tehát nem elegendő ugyanannyi kártya kijátszása, mint amennyit a cím jelenlegi viselője játszott ki, eggyel több kell a cím elnyeréséhez)

### Játék vége
A játéknak akkor van vége, ha valamelyik játékos a saját körében eléri a 10 győzelmi pontot.
Természetesen lehetséges a játék megkezdése előtt megállapodni több pontban is (például 12-15)

## Kiegészítők az alapjátékhoz

### Catan kiegészítő 5–6 játékos részére
A kiegészítő lehetővé teszi, hogy a Catan telepesei alapjátékkal öt vagy hat játékos egyszerre játsszon. A szabályok lényegében megegyeznek az alapjátékkal.  
Ha bármelyik kiegészítővel szeretnénk 3-4 helyett, 5-6 fővel játszani, kell az alap játék 5-6 fős kiegészítője, és a használni kívánt kiegészítő 5-6 fős kiegészítője. 

### Kereskedők és barbárok kiegészítő
A Catan Kereskedők és barbárok kiegészítésben kocsikon kell szállítanunk márványt és üveget a várhoz. Az utakon barbárok támadása fenyeget. Küldjön lovagokat a barbárok ellen! A barbárok elűzése után a megsérült épületeket renoválni kell! A sivatagban nomádok telepednek le, akik karavánutakat építenek. A folyópartokon utcák épülnek és hidak ívelnek a víz felett.
Létezik az alap 2-4 fős változathoz 5-6 főre kiegészítő is, de kell az alap játékhoz 5-6 főre kiegészítő. 

### Tengeri utazó kiegészítő
Catan benépesült, így a telepesek fa és gyapjú segítségével hajókat építenek. Ezekkel hajóznak a partok mentén és a nyílt tengeren is. Ezzel a kiegészítéssel Catan történelmének 8 új fejezetét ismerhetitek meg és új nyersanyagra is bukkanhattok, ami nem más, mint az arany. Legyetek részesei a kalandokkal teli tengeri utazásnak! 
Tengeri utazó kiegészítőben lehetőségük van a játékosoknak hajóra szállni, felfedezni és betelepíteni a Catan szigetét körülvevő szigetvilágot.
Létezik az alap 3-4 fős változathoz 5-6 főre kiegészítő is, de kell az alap játékhoz 5-6 főre kiegészítő.

### Felfedezők és kalózok kiegészítő
A játékosok ismeretlen vizekre hajóznak, hogy az újonnan felfedezett szigeteken településeket építsenek. A küldetések során meg kell hódítani a kalóztáborokat, le kell győzni a kalózokat és értékes rakománnyal kell megrakodni a hajókat. Gazdag jutalomban részesül az, aki elsőként szállítja az értékes rakományt Catan szigetére.
Létezik az alap 3-4 fős változathoz 5-6 főre kiegészítő is, de kell az alap játékhoz 5-6 főre kiegészítő. 

### Lovagok és városok kiegészítő
A Lovagok és városok kiegészítőben Catan szigetét ellenséges barbár hordák támadják meg. A játékosok katonákat képeznek, szigetük védelme érdekében. Másrészt Catan városai eddig nem látott módon felvirágoznak, és a városok fejlődésével új lehetőségek tárháza nyílik meg.
Létezik az alap 3-4 fős változathoz 5-6 főre kiegészítő is, de kell az alap játékhoz 5-6 főre kiegészítő. 

### A Hódítók Legendája kiegészítő
A játékhoz szükségesek még a Catan Telepesei (alapjáték), valamint a Catan Lovagok és Városok Kiegészítés is!
Körülbelül 570 évvel az első telepesek megérkezése után Catan szigetét felfedezték az óvilágból érkező tengerészek. A sziget ekkor virágzott, a kereskedelem és a tapasztalatcsere az óvilág országaiból érkezőkkel fellendítette a gazdaságot. De sajnos Catan gazdagsága vonzotta a barbárokat, akik fosztogatni kezdtek. A lovagoknak köszönhetően a Cataniak meg tudták állítani a barbár támadásokat. Az események a Catan Lovagok és Városok idejében játszódnak.
Száz évvel Catan felfedezése után az óvilág egy nagyhatalmú országa veszélyezteti Catan szabadságát és függetlenségét. A Hódítók Legendája három jelenetében átélhetitek ezt a korszakot. Catan északi területeit megtámadja egy erőteljes hadsereg, azzal a céllal, hogy meghódítsa a szigetet. A catani haderő parancsnokaiként meg kell akadályoznotok Catan megszállását, és el kell űznötök a barbár hódítókat CATAN szigetéről!
A Hódítók Legendája nyújtotta játékélményetek akkor lesz teljes, ha a 3 jelenetet az átvonuló történetnek megfelelő játékkonstellációval játsszátok. Minden jelenet egy részlete Catan történelmének.
3-4 fővel játszható.